# Necturus alabamensis
Necturus alabamensis é uma espécie de anfíbio caudado pertencente à família Proteidae. Endêmica dos Estados Unidos da América.